# 3e cérémonie des Rubans d'argent
La 3e cérémonie des Rubans d'argent, organisée par le syndicat national des journalistes cinématographiques italiens, s'est déroulée en 1948.

## Palmarès

### Meilleur film
- Jeunesse perdue de Pietro Germi

### Meilleur réalisateur
- Alberto Lattuada - Le Crime de Giovanni Episcopo ex æquo avec Giuseppe De Santis - Chasse tragique

### Meilleur sujet
- Ennio Flaiano - Rome ville libre

### Meilleur scénario
- Gaspare Cataldo, Guido Pala et Alberto Vecchietti  - Les Frères Karamazov

### Meilleure actrice
- Anna Magnani - L'Honorable Angelina

### Meilleur acteur
- Vittorio De Sica - Les Belles Années

### Meilleure actrice dans un second rôle
- Vivi Gioi - Chasse tragique

### Meilleure acteur dans un second rôle
- Nando Bruno - Le Crime de Giovanni Episcopo

### Meilleure photographie
- Piero Portalupi - Preludio d'amore

### Meilleurs décors
- Piero Filippone - La Fille du capitaine

### Meilleure musique de film
- Renzo Rossellini - Les Frères Karamazov

### Meilleur documentaire
- Piazza San Marco de Francesco Pasinetti ex æquo avec N. U. - Nettezza urbana de Michelangelo Antonioni

### Meilleur acteur étranger dans un film italien
- Jacques Sernas - Jeunesse perdue

### Meilleur nouvel acteur
- Luigi Tosi - Tombolo, paradis noir

### Pour la signification morale du sujet
- Giovanni Battista Angioletti - Le Juif errant

### Réalisateur du meilleur film étranger
- La Poursuite infernale (My Darling Clementine) de John Ford